# معاهدة جورافنو

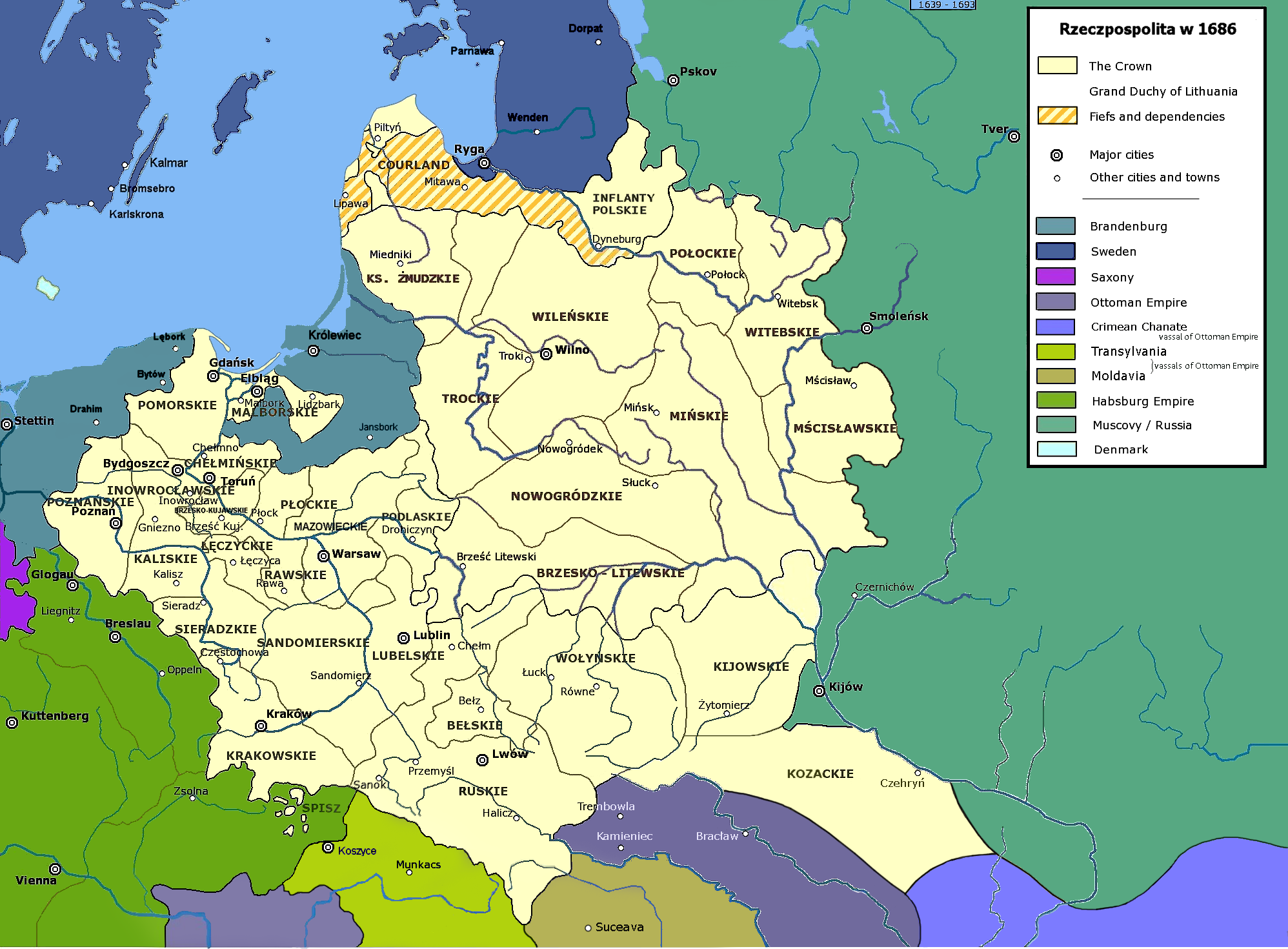

معاهدة جورافنو (التركية: Izvança Antlaşması) وُقعت في 17 أكتوبر 1676 في بلدة (أو إزفانشا كما كانت تسمى خلال الاحتلال العثماني لبولوديا) في أعقاب معركة جورافنو.
أنهت المعاهدة الموقعة من قبل الكومنولث البولندي الليتواني والدولة العثمانية انتهت المرحلة الثانية من الحرب العثمانية البولندية (1672-1676)، وراجعت معاهدة بوتشاتش المُوقعة عام 1672 وأصبحت أكثر ملاءمة للكومنولث الذي لم يعد عليه دفع الجزية ،واستعاد حوالي ثلث الأراضي الأوكرانية التي فقدها في معاهدة بوتشاتش. كما نصت على أن إعطاء تتار الليبكا حرية الاختيار ما إذا كانوا يريدون خدمة الدولة العثمانية أو الكومنولث البولندي الليتواني.
من أجل التصديق على المعاهدة، أرسل الكومنولث يان جنينسكي إلى اسطنبول  محافظ خيلمنو ومكث هناك بين عامي 1677-1678، ولكن في هذه الأثناء رفض السيم البولندي التصديق على الوثيقة وبعد ذلك بقليل اندلعت الحرب التركية العظمى. بعد معاهدة كارلوفجة عادت بولوديا إلى بولندا.